# Aleksandr Skorobogatov
Aleksandr Skorobogatov (Russisch: Александр Скоробогатов) (Hrodna, 1963) is een Wit-Russische schrijver. Zijn werk is verschenen in het Nederlands, maar ook in het Engels, Frans, Italiaans, Grieks, Spaans, Deens, Kroatisch, Russisch, Servisch en Wit-Russisch. Hij woont in Antwerpen.

## Leven
Skorobogatov werd geboren in het westen van Wit-Rusland als zoon van een theaterregisseur en een universitair docente. Na de middelbare school volgde hij twee jaar een acteursopleiding aan het theaterinstituut van Minsk en het Sint-Sergius theologisch orthodox instituut in Parijs. Als negentienjarige krijgt hij zijn teksten niet gepubliceerd en gaat werken in de circuswereld en als nachtwaker. In 1985 slaagde hij voor het toelatingsexamen aan het Maksim Gorki Literair Instituut in Moskou, waar hij proza ging studeren en proefde van een ongekende vrijheid. Na zijn afstuderen werd hij journalist. Zijn huwelijk bracht hem naar Vlaanderen  waar hij woont sinds 1992.

## Werk
Vanaf de publicatie van zijn eerste verhaal in 1989 verwierf hij faam en populariteit in Rusland, maar zijn onconventionele manier van schrijven botste ook op weerstand. In 1991 werd Sergeant Bertrand in de Sovjet-Unie in hoge oplagen gepubliceerd, zij het aanvankelijk wel in een gecensureerde versie. Deze raadselachtige, mystieke novelle over een man die beneveld door de maniakale Sergeant Bertrand begint te moorden verscheen in 1992 in een Nederlandse vertaling bij de Belgische uitgeverij Dedalus. De publicatie opent met Ze zeggen dat hij vrouwen vermoordde, dat hij ze met zijn korte mes met het kromme ivoren handvat opentornde en zijn voeten erin stak. Hij wroette met zijn tenen erin, maar hij hield er helemaal niet van dat vrouwen schreeuwden. Ze zeggen dat dat soms gebeurde als hij ze niet onmiddellijk vermoordde. Dan werd hij boos en ondervond hij niet de minste bevrediging. Dat gebeurde echter maar zelden, heel zelden. Hij kon immers mensen vermoorden, daar was hij goed in.
Andere in het Nederlands vertaalde werken zijn Audiëntie bij de vorst (1994), Aarde zonder water (2002), Portret van een onbekend meisje (2015),  Cocaïne (2017) en De Wasbeer (2020) De roman Portret van een onbekend meisje (2015) kwam tot stand na de ontvoering van en moord op zijn zoon, Vladimir (1987-2002).
In 2023 verscheen Oorlogskronieken. Verhalen uit Belarus, Rusland en Oekraïne. Dit is een verzameling teksten die vooral in De Standaard en NRC Handelsblad verschenen tussen 2020 en 2023. De directe aanleiding voor deze opiniebijdragen was het verdwijnen van een vriend tijdens de protesten tegen dictator Aleksandr Loekasjenko in Minsk. Sinds Poetin zijn grootschalige oorlog tegen Oekraïne lanceerde, blijft Skorobogatov als waarnemer en analist de gebeurtenissen in zijn stukken melden. De selectie in Oorlogskronieken ligt gebed tussen de wijze waarop zijn zoon in 2002 in Moskou werd vermoord en de keuze die toeschouwers uiteindelijk maken: respect voor de medemens of wegkijkend verraad.

## Erkenning
- 1992: Yunost Award voor Sergeant Bertrand als beste roman van het jaar.
- 2012: International Literary Award XXXIV Premio Città di Penne - Mosca, voor Sergeant Bertrand als absolute winnaar.
- 2012: Medaglia Il Presidente della Repubblica Italiana, voor Sergeant Bertrand.[4]
- 2015: Literatuurplein Boek van het Jaar voor Portret van een onbekend meisje.
- 2018: Cutting Edge Award voor Cocaïne als beste boek internationaal.
- 2024: Arkprijs van het Vrije Woord omdat hij volgens de jury "onafgebroken het tekort aan mededogen en democratisch bewustzijn bij de dictaturen van zijn geboorteland en van de Sovjet-Unie" aanklaagt en hij "met zijn binnen-buitenstaandersblik ongezien scherpe en leerrijke analyses" getuigt van zijn woede, verdriet, onmacht en angst sinds de Russische inval in Oekraïne.[5]
- 2025: Erepenning Katholieke Universiteit Leuven vanuit de faculteit Letteren.[6]